# 忠后星
忠后星（124 Alkeste）是第124颗被人类发现的小行星，于1872年8月23日发现。忠后星的直径为76.4千米，质量为4.7×1017千克，公转周期为1557.784天。
忠后星以希臘神話的人物阿爾克斯提斯命名。